# Outstanding Artist Award für Musik
Der Outstanding Artist Award für Musik gehört zu den Staatspreisen der Republik Österreich, wird seit 2009 jährlich vom Bundesministerium für Unterricht, Kunst und Kultur vergeben und ist derzeit mit € 8.000 dotiert.

## Geschichte
Er ersetzt den von 1971 bis 2009 bestehenden Österreichischen Förderungspreis für Musik, dessen Vorgänger der 1950 bis 1970 verliehene Staatspreis für Musik war. Daneben wird seit 2010 der Österreichische Kunstpreis für Musik vergeben, der den bis 2009 bestehenden Österreichischen Würdigungspreis für Musik ersetzt.

## Staatspreis für Musik
- 1950: Armin Kaufmann
- 1951: Theodor Berger
- 1952: Hans Erich Apostel, Max Haager, Ernst Tittel, Karl Etti, Erich Romanovsky, Karl Schiske
- 1953: Paul Angerer, Erwin Miggl, Walter Andress, Alfred Uhl
- 1954: Anton Heiller, Leopold Matthias Walzel, Ernst Ludwig Uray, Cesar Bresgen
- 1955: Fritz Skorzeny
- 1956: (keine Vergabe)
- 1957: Franz Hasenöhrl, Waldemar Bloch, Konrad Stekl
- 1958: Walter Pach
- 1959: Richard Winter, Marcel Rubin, Reinhold Schmid
- 1960: (keine Vergabe)
- 1961: Thomas Christian David, Robert Schollum
- 1962: Helmut Eder, Walther Nußgruber
- 1963: Fritz Leitermayer, Jenő Takács
- 1964: Paul Kont, Augustinus Franz Kropfreiter, Franz Burkhart
- 1965: Fridolin Dallinger
- 1966: Kurt Schmidek
- 1967: Josef Friedrich Doppelbart, Gerhard Wimberger
- 1968: Cesar Bresgen
- 1969: Augustin Kubizek
- 1970: Karl Heinz Füssl, Iván Eröd, Irmfried Radauer

## Österreichischer Förderungspreis für Musik
- 1971: Friedrich Cerha
- 1972: Horst Ebenhöh, Alfred Mitterhofer, Ferdinand Weiss
- 1973: Josef Maria Horváth
- 1974: Carl Colman
- 1975: Heinz Karl Gruber, Erik Freitag
- 1976: Richard Kittler, Michael Rot
- 1977: Dieter Gaisbauer
- 1978: Herbert Schwendinger
- 1979: Andor Losonczy, Otto M. Zykan
- 1980: Richard Heller
- 1981: Werner Schulze
- 1982: (keine Vergabe)
- 1983: Paul Engel
- 1984: Gerhard Schedl
- 1985: Gerhard E. Winkler
- 1986: Meinhard Rüdenauer, Herbert Willi
- 1987: Franz Koglmann, Wolfgang Mitterer
- 1988: Haimo Wisser
- 1989: Richard Dünser, Wilhelm Zobl
- 1990: Gerd Kühr, Herbert Lauermann, Franz Thürauer
- 1991: Peter Planyavsky, Michael Radulescu
- 1992: Maximilian Kreuz, Gerhard Präsent
- 1993: Max Nagl, Wolfgang Reisinger
- 1994: Josef Klammer
- 1995: Georg Friedrich Haas, Thomas Larcher
- 1996: Alfred Stingl, Alexander Wagendristel, Gunter Waldek
- 1997: Kurt Estermann, Wolfgang Sauseng
- 1998: Thomas Herwig Schuler, Wolfram Wagner
- 1999: Burkhard Stangl
- 2000: Erdem Tunakan, Patrick Pulsinger
- 2001: Johannes Maria Staud
- 2002: Gernot Schedelberger
- 2003: Bernd Richard Deutsch, Thomas Daniel Schlee
- 2004: Johannes Kretz, Helmut Schmidinger
- 2005: Clementine Gasser
- 2006: Markus Bless
- 2007: Oguz Usman
- 2008: Šimon Voseček

## Outstanding Artist Award für Musik
- 2009 Roland Freisitzer
- 2010 Thomas Wally
- 2011 David Helbock
- 2012 Susanne Kirchmayr
- 2013 Alexandra Karastoyanova-Hermentin
- 2014 Bernhard Lang
- 2015 Pia Palme, Pier Damiano Peretti
- 2016 Utku Asuroglu
- 2017 Zahra Mani, Reinhold Schmölzer[3]
- 2018 Andrea Sodomka[4]
- 2019 PHACE[5]
- 2020 Klaus Lang[6]
- 2021 Bernhard Gander[7]
- 2022 Judit Varga[8]
- 2023 Lukas König[9]
- 2024 Anja Franziska Plaschg (Soap&Skin)[10]
- 2025 airborne extended[11][12]